# Драган Шарац
Драган Шарац (Рума, 27. септембар 1975) је бивши српски фудбалер. Играо је на позицији левог бека.

## Играчка каријера
Прве фудбалске кораке направио у локалном клубу Словен из Руме, где су га запазили скаути београдског Обилића који је стварао моћну екипу. Са "витезовима" са Врачара је освојио шампионску титулу (1997–98).
Каријеру наставља у аустријским клубовима - ФК Аустрија Беч (2000–02) и ФК Пашинг (2002–03), а затим се враћа у домовину и наступа две сезоне за београдску Црвену звезду (2003–05). Поново одлази у иностранство, опет у Аустрију и наступа за Штурм Грац (2005-07).
У јулу 2007. потписује уговор са новосадском Војводином, али је већ у јануару 2008. због кршења клупског правилника (играо мали фудбал) шест месеци пре истека уговора морао да потражи нови клуб. Одлучио се за трећелигаша Златибор воду из Суботице, са којим се пласирао у Прву лигу Србије. Након шест месеци у ФК Лакташи (2008), враћа се у Србију и са суботичким Спартаком остварује пласман у Суперлигу. Крајем јула 2011. прелази у редове тада новог суперлигаша ФК Нови Пазар, а последњи клуб за који је наступао је био Вождовац
За репрезентацију СР Југославије наступао је на шест утакмица. Дебитовао је 23. септембра 1998. против Бразила (1:1) у Сао Луису, а последњи пут наступио је за "плаве" 13. јула 2004. против Јапана (0:1) у Јокохами.

## Тренерска каријера
Шарац је током тренерске каријере у више клубова радио као помоћник Ненада Лалатовића. Након што је Лалатовић у марту 2023. године смењен са места шефа стручног штаба ФК Раднички Ниш, Шарац је преузео његову функцију.

## Трофеји

### Обилић
- Првенство СР Југославије (1) : 1997/98.

### Црвена звезда
- Првенство Србије и Црне Горе (1) : 2003/04.
- Куп Србије и Црне Горе (1) : 2003/04.